# 李智陞
李智陞（英語：Desmond Lee，1976年7月15日—），新加坡律師及政治人物，現任教育部部長、社会及家庭发展部整合專責部長，以及人民行動黨主席，為西海岸—裕廊西集選區（文禮分區）國會議員。他曾先後擔任國家發展部部長及社會及家庭發展部部長。

## 經歷
李智陞自幼在新加坡成長，就讀於當地的萊佛士書院，之後考入新加坡国立大学法律系，取得法學士學位並以一級榮譽畢業。隨後，他獲得獎學金前往英國牛津大學深造，完成法學碩士課程。
在從政之前，李智陞曾於多個政府部門及法務機構服務，包括新加坡律政部的法律政策司、新加坡內政部以及新加坡總檢察署，並且在淡馬錫控股任職公司法律顧問，累積了豐富的公共政策與法律實務經驗。

### 投身政壇
李智陞於2011年大選首次以人民行動黨候選人身份參選，代表裕廊集选区的裕廊春分區並當選國會議員。2015年大選中，他再次連任。2020年大選，他改至西海岸集選區出戰文禮分區並成功當選。2025年大選後，因選區重劃，他成為西海岸—裕廊西集選區文禮分區的國會議員。

### 部長職務
2013年9月，李智陞首次進入內閣，出任總理公署部長兼國家發展部第二部長及內政部第二部長。2015年大選後，他繼續留任，並在2017年5月短暫出任總理公署部長。
2017年9月，他正式接掌社會及家庭發展部部長，主責家庭政策、福利及兒童與青年事務。任內，他積極推動社區服務整合及低收入家庭支援計劃。2020年7月，他調任國家發展部部長，主管公共房屋、城市規劃、建設與自然環境保護等事務。同年起，他亦兼任「社會服務整合專責部長」，統籌跨部門的社會服務政策。
2025年5月，李智陞在黃循財內閣中接任教育部部長，並繼續兼任社會服務整合專責部長。同月，他亦當選為人民行動黨主席，成為黨內最高領導層之一。

### 政策與公共服務
在社會政策方面，李智陞推動了多項重點計畫，包括「ComLink+」支援租賃家庭、「AgeWellSG」提升樂齡人士社區參與、「Gift-a-Family」及「社會服務夥伴（S3Ps）」等，致力於強化社會保障網絡。他在國家發展部任內，主導公共住宅規劃與市區再發展計畫，並重視自然保護與綠化政策。在教育領域，他上任後提出要加強教育公平、促進社會流動，以及推動教育與社會服務協同發展。

## 個人生活
李智陞已婚，育有三名子女。他曾在訪談中提到，家庭生活對他而言十分重要，閒暇時會陪伴孩子進行戶外活動與閱讀。他亦積極參與社區事務，時常出席文禮分區的基層活動，與居民保持緊密聯繫。
在興趣方面，他熱衷於閱讀與自然環境保護，並曾多次在公開場合表達對動植物保育的關注。此外，他亦支持體育與青年活動，認為這些能夠促進社區凝聚力與下一代的全面發展。